# Klasse (sport)
Om de diverse sportcompetities op een oordeelkundige manier te kunnen inrichten en de resultaten op een objectieve manier te kunnen beoordelen wordt in de meeste sporten wedstrijden ingericht voor verschillende klassen van deelnemers. Daarbij worden vaak aparte competities opgezet of de resultaten van een gemeenschappelijke deelname op een separate manier beoordeeld.
Deelnemer-gebonden indeling in klassen gebeurt op basis van:
- Geslacht: competitie voor mannen en vrouwen
- Leeftijd: indeling naargelang leeftijd of geboortejaar
- Prestatievermogen: (bijvoorbeeld naargelang het niveau waarop gepresteerd wordt)
- Lichaamsgewicht (bijvoorbeeld vechtsport)
- Lichamelijke en/of verstandelijke beperking

## Indeling naar geslacht
Wegens een verschillend gemiddeld prestatievermogen tussen mannen en vrouwen wordt er in de meeste sporten onderscheid gemaakt tussen competities voor mannen en vrouwen. Daar waar dit verschil in lichamelijke constitutie weinig of geen rol speelt, worden gemengde competities ingericht. Dit is bijvoorbeeld het geval in de paardensport, duiksport en behendigheidssporten zoals biljart, boogschieten en schietsport.
In een aantal sporten worden bewust gemengde ploegen opgesteld: het korfbal, wat een per definitie gemengde sport is, frisbee (gemengd), tennis (gemengd dubbel).

## Indeling naar leeftijd
De indeling naar leeftijd in sportwedstrijden gebeurt uiteraard omdat het prestatievermogen sterk afhankelijk is van de leeftijd. Bovendien beschermt het de jonge sporter ook tegen het nemen van al te grote risico's of voor zijn leeftijd onverantwoorde inspanningen. Daarom worden meestal aparte wedstrijden ingericht per leeftijdsklasse.
In bepaalde sporten worden ook vaak gemeenschappelijke wedstrijden ingericht, maar op basis van leeftijd gedifferentieerd naar verschillende af te leggen afstanden of aparte beoordelingscriteria (bijvoorbeeld Jongerenklassement in de Ronde van Frankrijk).

### Leeftijdsklassen

#### Jongeren
In de meeste sporten is er naast de klasse voor volwassenen een juniorklasse (U19 of U18), waarin de jeugdige sporters onderling kunnen strijden. De indeling per leeftijdsklasse is gebaseerd op het geboortejaar en groepeert meestal sporters per 2 opeenvolgende jaren. Daardoor blijft de jongere gedurende een gans seizoen in zijn leeftijdklasse, onafhankelijk van zijn verjaardag. 
| Beschrijving | Klasse                        | In het schaatsen |
| ------------ | ----------------------------- | ---------------- |
| U11          | Sporters onder de 11          | Pupillen         |
| U13          | Sporters vanaf 11 en onder 13 | Pupillen         |
| U15          | Sporters vanaf 13 en onder 15 | Junioren C       |
| U17          | Sporters vanaf 15 en onder 17 | Junioren B       |
| U19          | Sporters vanaf 17 en onder 19 | Junioren A       |
| U23          | Sporters vanaf 19 en onder 23 | Neo-senioren     |

Vaak is het wel mogelijk, afhankelijk van de diverse sportreglementen, aan te treden in een hogere leeftijdsklasse.
Zo nemen wielrenners uit de klasse U23, vaak deel aan wedstrijden voor profs, hoewel er wel specifieke competities zijn voor de U23, zoals de UCI Nations Cup U23.
Van deze algemene indeling wordt vaak afgeweken in verschillende sporttakken. Zo is er bijvoorbeeld in de jeugdvoetbal-competitie een klasse per geboortejaar.
Ook de benamingen verschillende sterk van sporttak. Zie bijvoorbeeld de leeftijdscategorieën in het turnen.

#### Ouderen
Vaak worden ook wedstrijden ingericht voor sporters, die meestal vanwege de leeftijd, niet meer meekunnen in het gewone circuit. Men spreekt dan over 
- Senioren zoals in de golfsport het Europese Senior Tour voor +50-jarigen.
- Veteranen zoals in het voetbal, waarbij dan klassen gehanteerd worden per 5 opeenvolgende geboortejaren (+30, +35, etc.).
- Masters zoals bij atletiek voor de +35-jarigen en in roeien voor de +27-jarigen.

## Indeling naar prestatievermogen
Het indelen naar prestatievermogen is in vele sporttakken sterk gedifferentieerd. 
Zo kent men in vele balsporten een sterke opdeling naar niveau waarop gepresteerd wordt. Dit kan gaan van ere- of eerste divisies die ook internationaal presteren en meestal professioneel zijn, tot provinciale of regionale afdelingen die doorgaans met amateurs bevolkt zijn. 
In een aantal sporten maakt men gebruik van een handicap om het verschil tussen bekwame en minder bekwame deelnemers enigszins weg te werken. Deze handicap kan zijn:
- Negatief: bijvoorbeeld in de paardensport: extra gewicht mee te nemen door lichtere jockeys of een langere afstand af te leggen in de drafsport.
- Positief: een voorgift op het resultaat, waarbij de minder begaafde speler reeds van bij het begin een voorsprong in punten of tijd krijgt (zeilsport, basketbal ...)

Ook in de gehandicaptensport wordt het resultaat vaak gecorrigeerd in functie van de zwaarte van de medische handicap.

## Indeling naar lichaamsgewicht
Vooral in vechtsporten en in krachtsporten is het lichaamsgewicht een bepalende factor voor het behalen van bijzondere prestaties.
Zo kent men in de bokssport een vrij complexe indeling in gewichtscategorieën gaande van lichtvlieggewicht (tot 48 kg) naar superzwaargewicht (boven 91 kg). 
Ook in judo is er een complexe indeling, die in de loop van de jaren sterk geëvolueerd is.
Het komt er in deze sporten dan meestal op aan om buiten de gewone training, veel aandacht te schenken aan het behoud van het lichaamsgewicht om niet in een zwaardere categorie te moeten presteren.

## Indeling naar lichamelijke en/of verstandelijke beperking

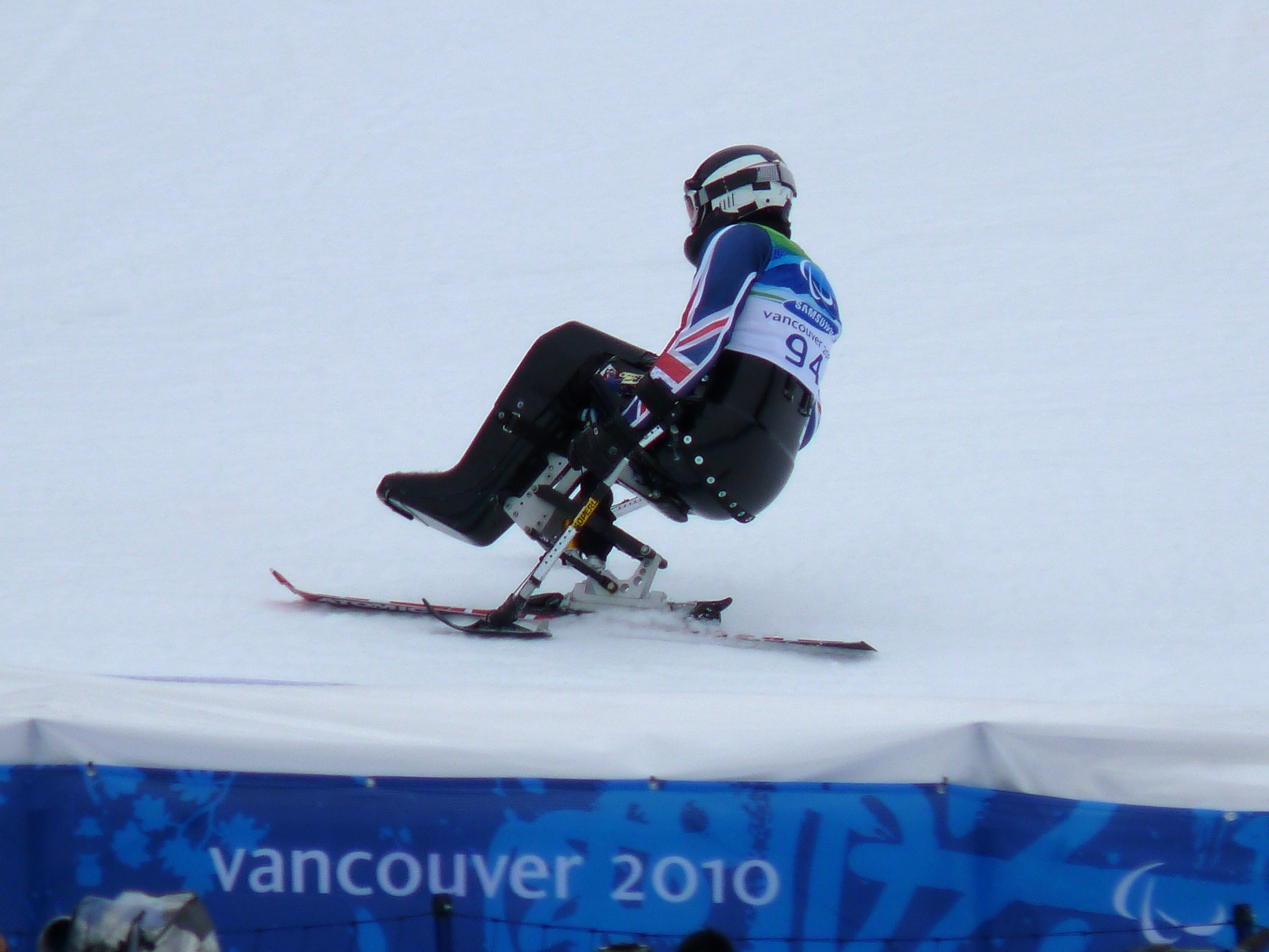
Een zitskiër tijdens de Paralympische Winterspelen van 2010 in Vancouver.

In de gehandicaptensport worden klassen gevormd op basis van de aard en omvang van de beperking. Bij beperkingen wordt over het algemeen onderscheid gemaakt in:
- Sporters met een amputatie
- Sporters met een niet-progressieve hersenbeschadiging, bijvoorbeeld hersenverlamming, een traumatische hersenschudding, hersenbloeding of vergelijkbare beperkingen die de spiercontrole, balans of coördinatie verstoren.
- Sporters die aan een rolstoel zijn gebonden
- Sporters met een visuele beperking, variërend van beperkt zicht tot volledig blind
- Sporters met een intellectuele beperking
- Overigen ("Les Autres"): sporters met een lichamelijke beperking die strikt genomen niet onder een andere categorie valt. Bijvoorbeeld sporters met dwerggroei, multiple sclerose of afwijkingen aan de ledematen, bijvoorbeeld veroorzaakt door softenon.

Op mondiaal niveau worden voor de intellectueel beperkten de Special Olympics georganiseerd, voor doven de Deaflympische Spelen en voor de andere beperkten, behalve "Les Autres", de Paralympische Spelen.